# LUX Fight League
LUX Fight League (LFL), o simplemente LUX, es una organización de artes marciales mixtas con sede en México, fundada en 2017 por Joe Mendoza. Es una de las mayores promociones de MMA en el país y en América Latina.

## Historia
LUX Fight League fue fundada el 21 de julio de 2017 por el empresario potosino Joe Mendoza. El evento inaugural de LUX se llevó a cabo esa misma fecha en la ciudad de Tampico (Tamaulipas), teniendo como estelar al veterano peleador mexicano Efraín Escudero, quien se llevó una victoria sobre Bruno Murata. El segundo evento de LUX fue el 17 de febrero de 2018 en el Gimnasio Olímpico Juan de la Barrera de la Ciudad de México, y a comparación de la primera que contó con sólo cuatro peleas, esta llevó a cabo un total de nueve.
A raíz de la pandemia de COVID-19 que fue declarada en marzo de 2020, LUX 009 se realizó en el Showcenter Complex de Monterrey a puerta cerrada, cuando previamente estaba fechado para el 3 de abril. Aunque el evento siguiente, LUX 010, marcaría el regreso del público, aunque limitado con tal de evitar los contagios por el virus, tratándose del primer evento deportivo en el país desde el inicio de la pandemia que abría puertas al público asistente.
En 2025, LUX anunció la creación de Streamers Smash, una competición que agrupa a peleadores y streamers, cuyo ganador obtiene un contrato con la promoción. El torneo, de eliminación directa, consta de ocho peleadores amateurs que tendrán a algún streamer en su esquina guiándolos; también se anunció que Diego Ruzzarin (influencer y analista político) y Yael Romero (narradora de la Kings League) serían los presentadores.

## Reglas

### Rondas gordas
Los combates de LUX varían en longitud máxima, en función de si es para un campeonato, o es la pelea de una cartelera «evento principal». En todas las peleas, cada asalto no puede tener más de cinco minutos. Las peleas por el campeonato duran un máximo de cinco asaltos, al igual que aquellas peleas que cierran la cartelera aunque no haya un cinturón de por medio. Generalmente, el número de peleas varía entre ocho a doce, divididas entre la cartelera principal y las preliminares, que la promotora suele denominar como «LUX Challenge».

### Resultados de un combate
Los combates pueden terminar a través de:
- Sumisión: un peleador palmea la alfombra o a su oponente, expresa verbalmente, o claramente comunica estar sufriendo de dolor (por ejemplo al gritar) a un nivel que hace que el árbitro detenga la pelea.
- KO: un peleador entra en un estado de inconsciencia.
- KO Técnico (TKO): Si el árbitro decide que un peleador no puede continuar, la pelea se declara como un nocaut técnico (TKO).
- Decisión de los jueces: En función de puntuación, un combate puede terminar como:

1. Decisión unánime (los tres jueces votan al mismo peleador).
2. Decisión mayoritaria (dos jueces votan una victoria para un peleador, el tercero vota empate).
3. Decisión dividida (dos jueces votan una victoria para un peleador, el tercero opta por el otro peleador).
4. Empate unánime (los tres jueces votan un empate).
5. Empate mayoritario (dos jueces votan por un empate, el tercer juez vota por una victoria).
6. Empate dividido (un juez vota victoria para un peleador, el segundo vota por una victoria para el otro peleador, y el tercero vota un empate).
7. Empate técnico (el combate finaliza de una manera similar a la de una (decisión técnica), con el resultado de los jueces resulta en un empate).

Los combates también pueden acabar en decisión técnica, empate técnico, descalificación, retiro o sin resultado.

## Eventos
LUX ha llevado eventos en distintas ciudades de México, y al igual que otras promociones, estos suelen ser enumerados.

## Campeones actuales
| División            | Peso           | Campeón            | Desde el                         | Defensas del título |
| ------------------- | -------------- | ------------------ | -------------------------------- | ------------------- |
| Peso mediano        | 84 kg (185 lb) | Vacante            | —                                | —                   |
| Peso wélter         | 77 kg (169 lb) | Raúl Zaragoza      | 31 de enero de 2025 (LUX 049)    | 0                   |
| Peso ligero         | 71 kg (156 lb) | Kazula Vargas      | 1 de noviembre de 2024 (LUX 047) | 0                   |
| Peso pluma          | 66 kg (145 lb) | Édgar Delgado      | 11 de agosto de 2023 (LUX 035)   | 3                   |
| Peso gallo          | 61 kg (134 lb) | Juan Díaz          | 1 de diciembre de 2023 (LUX 038) | 1                   |
| Peso mosca          | 57 kg (125 lb) | Jorge Calvo Martín | 17 de marzo de 2023 (LUX 031)    | 4                   |
| Peso mosca femenino | 57 kg (125 lb) | Fernanda Muñoz     | 6 de octubre de 2023 (LUX 036)   | 0                   |
| Peso paja femenino  | 52 kg (114 lb) | Andrea Vázquez     | 11 de octubre de 2024 (LUX 046)  | 0                   |

## Récords de LUX
A continuación se muestra una lista de récords conseguidos por peleadores en la promotora.
| Récord                                          | Peleador(a)                      | Números          |
| ----------------------------------------------- | -------------------------------- | ---------------- |
| Campeón más joven                               | Ignacio Bahamondes               | 21 años, 7 meses |
| Campeón más longevo                             | Kazula Vargas                    | 39 años, 3 meses |
| Reinado más largo                               | Marco Beltrán                    | 1455 días        |
| Reinado más breve                               | Nayib López                      | 71 días          |
| Más reinados                                    | Sergio Cossio                    | 2                |
| Mayor cantidad de peleas                        | Cesar Vázquez                    | 14               |
| Mayor cantidad de victorias                     | Mauricio Partida                 | 11               |
| Más victorias consecutivas                      | Mauricio Partida                 | 11               |
| Más nocauts                                     | Mauricio Partida                 | 6                |
| Más sumisiones                                  | Jorge Calvo Martín               | 6                |
| Más decisiones                                  | Alan Domínguez                   | 5                |
| Mayor cantidad de peleas titulares              | Marco Beltrán Jorge Calvo Martín | 6                |
| Mayor cantidad de victorias en peleas titulares | Marco Beltrán Jorge Calvo Martín | 5                |
| Mayor cantidad de defensas titulares            | Marco Beltrán Jorge Calvo Martín | 4                |
| KO más rápido                                   | Luis Cabrera                     | 0:09             |
| Sumisión más rápida                             | Luis Iván Rodríguez              | 0:33             |
| KO más rápido en peleas títulares               | Alessandro Costa                 | 0:12             |
| Sumisión más rápida en peleas títulares         | Sergio Cossio                    | 1:25             |